# Pachystachys spicata
Pachystachys spicata es una especie de planta perenne del género Pachystachys de la familia Acanthaceae.
En 1798 Hipólito Ruiz López y José Antonio Pavón la describieron por primera vez en latín, en la página 8 del primer volumen de "Flora Peruviana et Chilensis" bajo el nombre de Justicia spicata.
En 1986, Dieter Carl Wasshausen la reclasificó de acuerdo con los principios de la sistemática botánica moderna en la página 175 del volumen 99 de la publicación Proceedings of the Biological Society of Washington.
Es originaria de las regiones tropicales de América (Brasil, Perú, América Central).
Se puede usar como arbusto ornamental.

## Sinónimos
Según "The Plant List" 18 de junio de 2012
- Justicia spicata Ruiz & Pav., 1798 , Flora Peruviana et Chilensis Vol. 1
- Pachystachys asperula Nees, 1847, Prodromus Vol. 11
- Pachystachys latior Nees, 1847, Prodromus Vol. 11
- Pachystachys riedeliana Nees, 1847, Flora Brasiliensis Vol. 9